# Kutuvaara
Kutuvaara är en kulle i Finland.   Den ligger i den ekonomiska regionen  Fjäll-Lappland  och landskapet Lappland, i den norra delen av landet, 800 km norr om huvudstaden Helsingfors. Toppen på Kutuvaara är 330 meter över havet, eller 124 meter över den omgivande terrängen. Bredden vid basen är 5,8 km.
Terrängen runt Kutuvaara är huvudsakligen platt.  Trakten runt Kutuvaara är nära nog obefolkad, med mindre än två invånare per kvadratkilometer.